# Constitution de l'État de Sonsorol
Lire en ligne

Voir sur wikisource (fr)

La constitution de l'État de Sonsorol est le texte fondamental de Sonsorol, un des États de la république des Palaos.

## Adoption
La Constitution de l'État de Sonsorol a été adoptée lors de la Convention constitutionnelle de l'État de Sonsorol, organisée du 19 juillet au 10 octobre 1983.

## Contenu
La Constitution est divisée en un préambule et 15 articles. Ces 15 articles sont eux-mêmes subdivisés en plusieurs sections.
L'article Ier définit le territoire de l’État comme comprenant les îles de Fanna, Dongosaro, Puro et Melieli.
L'article II établit la suprématie de la constitution dans l’État et la soumet à la constitution des Palaos. Il en découle que toute norme contraire est invalidée.
L'article III définit les droits fondamentaux et traditionnels en renvoyant aux articles 4 et 5 respectivement de la constitution des Palaos.
La constitution établit le statut de personne de Sonsorol.
L'article V contient les dispositions relatives au suffrage.
L'article VI établit le Conseil des chefs.
L'article VII crée la fonction de gouverneur de Sonsorol.
L'article VIII crée la Législature de Sonsorol.
L'article IX intègre le système judiciaire sonsorolais dans le système judiciaire unifié paluan. Aucune disposition explicitant le droit de l'Etat à établir un système judiciaire propre est prévue.
L'article X définit les responsabilités du Gouvernement de l’État.
L'article XI établit quatre municipalités : Fanna, Dongosaro, Pulo Anna et Merir.
L'article XII crée le trésor de l’État et en établit les finances.
Les dispositions générales, la procédure d'amendement et les dispositions transitoires sont prévues aux articles XIII, XIV et XV.

## Réformes
Lors de la campagne électorale de 2008, le gouverneur Damien Albis, alors en campagne pour sa réélection, proposa une révision de la constitution afin de l’adapter aux réalités de l’État sonsorolais. Ces propositions incluaient la suppression de la fonction de lieutenant-gouverneur, d'abolir les municipalités et de réduire le nombre de législateur. Selon lui, cela permettrait de réduire les dépenses de l’État.

## Sources

## Compléments